# Шмидт, Фридрих Вильгельм Август
Фридрих Вильгельм Август Шмидт (23 марта 1764, Фарланд — 26 апреля 1838, Вернойхен) — германский поэт и протестантский священнослужитель, автор так называемых «сельских стихов».

## Биография
Происходил из семьи потомственного пастора. С 1781 по 1783 год учился на стипендию в средней школе при Сером аббатстве в Берлине, затем с 1783 по 1786 год изучал теологию в университете Галле и по его окончании получил плохо оплачиваемую работу капеллана. В 1790 году женился, в 1795 году получил место пастора в Вернойхене, где прожил до конца жизни. Его жена умерла в 1809 году, в 1811 году он женился вторично.
В своих стихотворениях, напечатанных в издававшемся им «Kalender der Musen und Grazien», пытался подражать идиллиям Фосса, но впал в грубый натурализм и был осмеян Гёте в стихотворении «Musen und Grazien in der Markt» и Авг. Шлегелем в «Athenaeum’e». Его «Neueste Gedichte» появились в 1815 году в Берлине. Выборку из стихотворений Шмидта издал Гейгер в 1889 году под заглавием «Musen und Grazien in der Markt».